# Шоу-Лоу
Шоу-Лоу (англ. Show Low) — город в округе Навахо в штате Аризона США. По данным переписи населения США 2020 года, численность населения составляла 11 732 человека.

## Население
| 2010[…] | 2020    |
| ------- | ------- |
| 10 660  | ↗11 732 |